# محاسبات تکاملی (ژورنال دانشگاهی)
محاسبات تکاملی یک ژورنال دانشگاهی داوری شده است که چهار بار در سال توسط انتشارات ام‌آی‌تی منتشر می‌شود. این مجله یک انجمن بین‌المللی برای مبادله اطلاعات در زمینه محاسبات تکاملی است.
بر اساس گزارش استنادی مجلات، ضریت تأثیر این مجله در سال ۲۰۱۶ برابر با ۳٫۸۲۶ است.
سردبیر اصلی اما هارت است. او جایگزین هانس-گرگ بایر، که از ۲۰۱۰ تا ۲۰۱۶ سردبیر بود، شد.